# Speaking in Tongues (album Talking Heads)
Speaking in Tongues – piąty album postpunkowego zespołu Talking Heads, wydany 31 maja 1983.

## Lista utworów

### Strona A
- 1. "Burning Down the House" – 4:00
- 2. "Making Flippy Floppy" – 4:36
- 3. "Girlfriend Is Better" – 4:25
- 4. "Slippery People" – 3:30
- 5. "I Get Wild/Wild Gravity" – 4:06

### Strona B
- 1. "Swamp" – 5:09
- 2. "Moon Rocks" – 5:04
- 3. "Pull Up the Roots" – 5:08
- 4. "This Must Be the Place (Naive Melody)" – 4:56